# Fratelli Sullivan

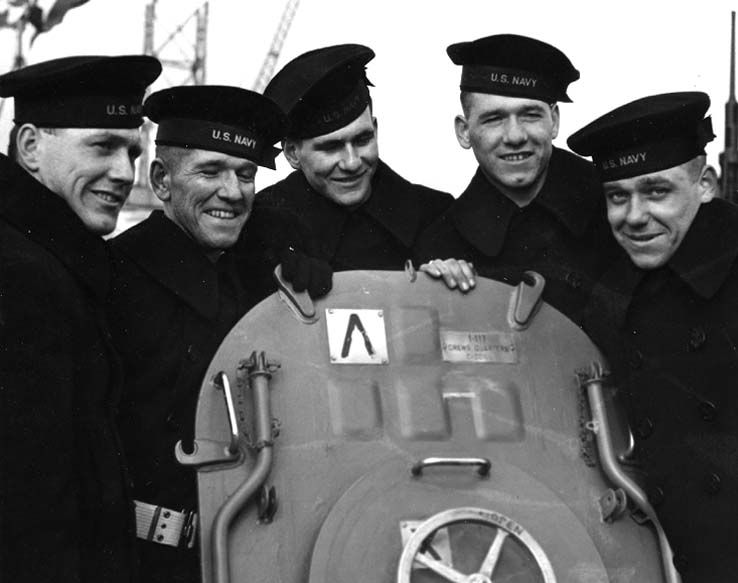
I fratelli Sullivan a bordo della USS Juneau. Da sinistra a destra: Joe, Frank, Al, Matt, e George.

I fratelli Sullivan furono cinque marinai americani imbarcati durante la seconda guerra mondiale a bordo dell'incrociatore leggero USS Juneau e che morirono durante il suo affondamento il 13 novembre 1942.
La morte dei Sullivan rappresenta la maggior perdita in un singolo combattimento di membri appartenenti ad una stessa famiglia statunitense.

## Biografia
I cinque fratelli Sullivan provenivano da una famiglia di origini irlandesi di Waterloo, nell'Iowa, e si chiamavano:
- George Thomas Sullivan (14 dicembre 1914), artigliere di seconda classe. Era stato precedentemente congedato nel maggio 1941 come artigliere di terza classe.
- Francis Henry "Frank" Sullivan (18 febbraio 1916), nocchiere. Anche lui era stato già congedato nel maggio 1941, come marinaio di 1ª classe.
- Joseph Eugene "Joe" Sullivan (28 agosto 1918), marinaio di 2ª classe.
- Madison Abel "Matt" Sullivan (8 novembre 1919), marinaio di 2ª classe.
- Albert Leo "Al" Sullivan (8 luglio 1922), marinaio di 2ª classe.

Si arruolarono in gruppo il 3 gennaio 1942, con la richiesta esplicita di poter servire sulla stessa nave, cosa che fu loro concessa nonostante la marina americana non avallasse simili evenienze. La decisione di arruolarsi fu in larga parte motivata dalla morte dell'amico Bill Ball, fidanzato della loro sorella Genevieve, caduto a bordo della corazzata USS Arizona durante l'attacco giapponese a Pearl Harbor il 7 dicembre precedente.
I Sullivan vennero assegnati all'incrociatore leggero USS Juneau, unità poi dislocata dall'agosto 1942 nel teatro del Pacifico per prendere parte alla campagna di Guadacanal.
Il mattino del 13 novembre, durante la battaglia navale di Guadacanal, la Juneau venne colpita da un siluro giapponese e fu costretta a ripiegare. Mentre stava abbandonando le isole Salomone assieme ad altre navi sopravvissute alla battaglia in direzione della base alleata di Espiritu Santo, venne intercettata dal sommergibile giapponese I-26 che la colpì con un siluro a livello del deposito di munizioni, scarsamente protetto, causando un'esplosione che portò al rapido affondamento della nave.

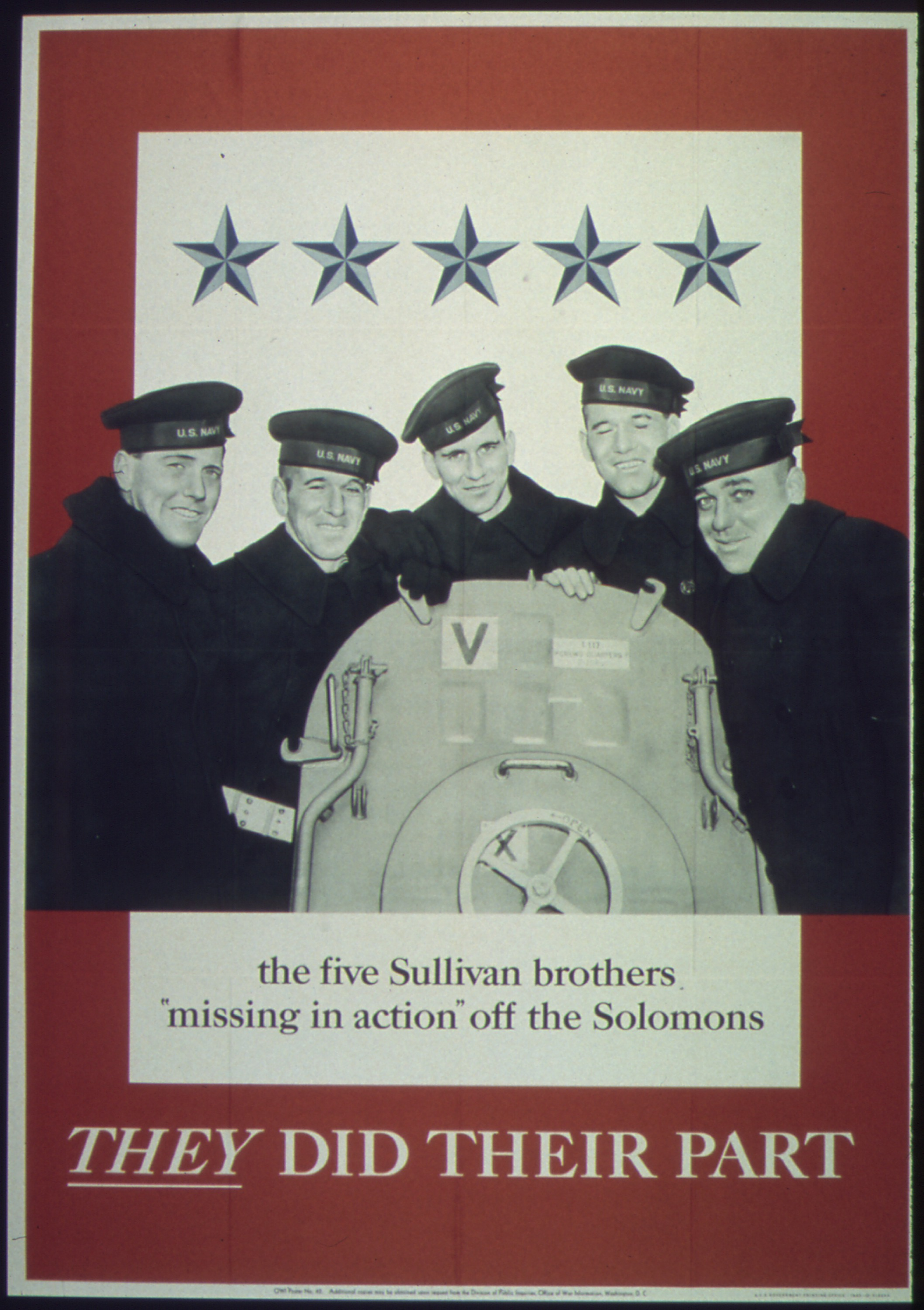
Manifesto di propaganda ritraente i fratelli Sullivan

Un centinaio di marinai riuscì a sopravvivere ma, a causa di una mancata coordinazione dei soccorsi, rimase per diversi giorni in mare alla mercé di fame, sete e attacchi di squali. Dopo otto giorni dall'affondamento un PBY Catalina raccolse dieci superstiti, i quali riferirono che Frank, Joe e Matt Sullivan erano morti al momento dell'affondamento, Al era annegato il giorno dopo, mentre George dopo essere sopravvissuto per quattro o cinque giorni era stato vittima di delirium legato probabilmente ad ipernatriemia ed era caduto in mare dalla scialuppa su cui si trovava, senza più essere visto o udito da alcuno.
Come da prassi, la US Navy non diede pubblica notizia della perdita della nave per non metterne a conoscenza il nemico: i genitori Tom e Alleta Sullivan per ottenere informazioni sulla sorte dei figli nel gennaio del 1943 scrissero direttamente al presidente Franklin Delano Roosevelt, citando anche voci provenienti da membri della task force della Juneau secondo cui i cinque fratelli Sullivan erano morti. Il 12 gennaio alcuni membri della marina si recarono a casa della famiglia Sullivan per confermare la morte dei figli: "Quali?" chiese il padre, e l'ufficiale preposto rispose: "Mi dispiace, tutti e cinque". Il giorno successivo il presidente Roosevelt inviò una lettera alla famiglia, in cui confermava la scomparsa in azione dei cinque fratelli. Papa Pio XII inviò alla famiglia (cattolica praticante) una lettera di condoglianze, assieme ad una medaglia commemorativa d'argento e ad un rosario.
I fratelli Sullivan divennero subito eroi nazionali, venendo soprannominati The Fighting Sullivans. Tom e Alleta Sullivan vennero chiamati ad intervenire a diverse manifestazioni tenute presso fabbriche e cantieri navali per promuovere lo sforzo bellico.

## Eredità
Conseguentemente alla morte dei fratelli Sullivan, il Dipartimento della guerra degli Stati Uniti d'America promulgò la Sole Survivor Policy, che regolamentava l'arruolamento e l'invio al fronte di membri di famiglie che avevano già perso parenti in guerra. Tale legge evitò il ripetersi di episodi simili, come testimoniato dal caso dei fratelli Niland, a cui è ispirato il film del 1998 Salvate il soldato Ryan, in cui peraltro vengono citati i fratelli Sullivan.
La marina americana ha varato due navi nominate in memoria dei fratelli Sullivan, il cacciatorpediniere della classe Fletcher USS The Sullivans (DD-537) (al cui varo partecipò la madre Alleta Sullivan) e il cacciatorpediniere di classe Arleigh Burke USS The Sullivans (DDG-68).
La vicenda dei cinque fratelli è stata narrata nel film drammatico del 1944 La famiglia Sullivan.